# تصفيات أوروبا لكأس العالم 2010 المجموعة السابعة
المجموعة السابعة من تصفيات أوروبا لكأس العالم لكرة القدم 2010 ضمت منتخبات فرنسا، رومانيا، صربيا، ليتوانيا، النمسا، وجزر فارو.
احتل منتخب صربيا صدارة المجموعة وتأهل مباشرة إلى بطولة كأس العالم بينما تأهل وصيفه منتخب فرنسا إلى الملحق الأوروبي.

## الترتيب
| الفريق   | لعب | فاز | تعادل | خسر | له | عليه | +\- | النقاط |
| -------- | --- | --- | ----- | --- | -- | ---- | --- | ------ |
| صربيا    | 10  | 7   | 1     | 2   | 22 | 8    | 14+ | 22     |
| فرنسا    | 10  | 6   | 3     | 1   | 18 | 9    | 9+  | 21     |
| النمسا   | 10  | 4   | 2     | 4   | 14 | 15   | 1–  | 14     |
| ليتوانيا | 10  | 4   | 0     | 6   | 10 | 11   | 1–  | 12     |
| رومانيا  | 10  | 3   | 3     | 4   | 12 | 18   | 6–  | 12     |
| جزر فارو | 10  | 1   | 1     | 8   | 5  | 20   | 15– | 4      |

## النتائج
| رومانيا | 0 – 3   | ليتوانيا                                                                 |
| ------- | ------- | ------------------------------------------------------------------------ |
|         | التقرير | ماريوس ستانكيفيشيوس 31' · ساوليوس ميكوليوناس 69' · مينداوغاس كالوناس 86' |

| صربيا                                             | 2 – 0   | جزر فارو |
| ------------------------------------------------- | ------- | -------- |
| يون روي ياكوبسين 30' (بالخطأ) · نيكولا زيغيتش 88' | التقرير |          |

| النمسا                                                                 | 3 – 1   | فرنسا          |
| ---------------------------------------------------------------------- | ------- | -------------- |
| مارك يانكو 8' · ريني أوفهاوسر 41' · أندرياس إيفانسكيتز 72' (ركلة جزاء) | التقرير | سيدني غوفو 61' |

| جزر فارو | 0 – 1   | رومانيا           |
| -------- | ------- | ----------------- |
|          | التقرير | رازوان كوتسيش 59' |

| ليتوانيا                    | 2 – 0   | النمسا |
| --------------------------- | ------- | ------ |
| توماس دانيليفيشيوس 52'، 58' | التقرير |        |

| فرنسا                              | 2 – 1   | صربيا                   |
| ---------------------------------- | ------- | ----------------------- |
| تييري هنري 53' · نيكولا أنيلكا 63' | التقرير | برانسلاف ايفانوفيتش 75' |

| جزر فارو       | 1 – 1   | النمسا            |
| -------------- | ------- | ----------------- |
| بوغي لوكين 47' | التقرير | مارتن سترينزل 49' |

| صربيا                                                          | 3 – 0   | ليتوانيا |
| -------------------------------------------------------------- | ------- | -------- |
| برانسلاف ايفانوفيتش 6' · ميلوش كراسيتش 34' · نيكولا زيغيتش 82' | التقرير |          |

| رومانيا                            | 2 – 2   | فرنسا                             |
| ---------------------------------- | ------- | --------------------------------- |
| فلورنتن بيتري 6' · دورين غويان 17' | التقرير | فرانك ريبري 36' · يوان غوركوف 69' |

| ليتوانيا               | 1 – 0   | جزر فارو |
| ---------------------- | ------- | -------- |
| توماس دانيليفيشيوس 20' | التقرير |          |

| النمسا         | 1 – 3   | صربيا                                                            |
| -------------- | ------- | ---------------------------------------------------------------- |
| مارك يانكو 80' | التقرير | ميلوش كراسيتش 15' · ميلان يوفانوفيتش 18' · إيفان أوبرادوفيتش 24' |

| رومانيا                               | 2 – 3   | صربيا                                                                      |
| ------------------------------------- | ------- | -------------------------------------------------------------------------- |
| سيبريان ماريكا 50' · دوريل ستويكا 74' | التقرير | ميلان يوفانوفيتش 18' · دوريل ستويكا 44' (بالخطأ) · برانسلاف ايفانوفيتش 59' |

| ليتوانيا | 0 – 1   | فرنسا           |
| -------- | ------- | --------------- |
|          | التقرير | فرانك ريبري 67' |

| النمسا              | 2 – 1   | رومانيا             |
| ------------------- | ------- | ------------------- |
| إروين هوفر 26'، 44' | التقرير | كريستيان تاناسي 24' |

| فرنسا           | 1 – 0   | ليتوانيا |
| --------------- | ------- | -------- |
| فرانك ريبري 75' | التقرير |          |

| ليتوانيا | 0 – 1   | رومانيا            |
| -------- | ------- | ------------------ |
|          | التقرير | سيبريان ماريكا 38' |

| صربيا                       | 1 – 0   | النمسا |
| --------------------------- | ------- | ------ |
| نيناد ميلياش 7' (ركلة جزاء) | التقرير |        |

| جزر فارو | 0 – 2   | صربيا                                     |
| -------- | ------- | ----------------------------------------- |
|          | التقرير | ميلان يوفانوفيتش 44' · نيفين سوبوتيتش 69' |

| جزر فارو | 0 – 1   | فرنسا                  |
| -------- | ------- | ---------------------- |
|          | التقرير | أندريه بيير غينياك 41' |

| النمسا                                                | 3 – 1   | جزر فارو           |
| ----------------------------------------------------- | ------- | ------------------ |
| ستيفان ماييرهوفر 1' · مارك يانكو 15'، 58' (ركلة جزاء) | التقرير | أندرياس أولسين 82' |

| فرنسا          | 1 – 1   | رومانيا                     |
| -------------- | ------- | --------------------------- |
| تييري هنري 48' | التقرير | جوليين إسكوديه 55' (بالخطأ) |

| جزر فارو                              | 2 – 1   | ليتوانيا                           |
| ------------------------------------- | ------- | ---------------------------------- |
| سوني أولسين 13' · أرنبيورن هانسين 34' | التقرير | توماس دانيليفيشيوس 22' (ركلة جزاء) |

| رومانيا         | 1 – 1   | النمسا         |
| --------------- | ------- | -------------- |
| جورجي بوكور 54' | التقرير | فرانز شيمر 83' |

| صربيا                        | 1 – 1   | فرنسا          |
| ---------------------------- | ------- | -------------- |
| نيناد ميلياش 12' (ركلة جزاء) | التقرير | تييري هنري 36' |

| النمسا                                       | 2 – 1   | ليتوانيا                |
| -------------------------------------------- | ------- | ----------------------- |
| مارك يانكو 16' · رومان فالنر 80' (ركلة جزاء) | التقرير | ماريوس ستانكيفيشيوس 66' |

| صربيا                                                                                           | 5 – 0   | رومانيا |
| ----------------------------------------------------------------------------------------------- | ------- | ------- |
| نيكولا زيغيتش 37' · ماركو بانتيليتش 50' · زدرافكو كوزمانوفيتش 78' · ميلان يوفانوفيتش 87'، 90+3' | التقرير |         |

| فرنسا                                                                                 | 5 – 0   | جزر فارو |
| ------------------------------------------------------------------------------------- | ------- | -------- |
| أندريه بيير غينياك 34'، 38' · ويليام غالاس 52' · نيكولا أنيلكا 86' · كريم بن زيما 88' | التقرير |          |

| ليتوانيا                                                                | 2 – 1   | صربيا            |
| ----------------------------------------------------------------------- | ------- | ---------------- |
| مينداوغاس كالوناس 20' (ركلة جزاء) · ماريوس ستانكيفيشيوس 68' (ركلة جزاء) | التقرير | زوران توسيتش 60' |

| رومانيا                                                | 3 – 1   | جزر فارو       |
| ------------------------------------------------------ | ------- | -------------- |
| يوليان أبستول 16' · جورجي بوكور 65' · يونوت مازيلو 87' | التقرير | إيغيل أ بو 83' |

| فرنسا                                                                  | 3 – 1   | النمسا         |
| ---------------------------------------------------------------------- | ------- | -------------- |
| كريم بن زيما 18' · تييري هنري 26' (ركلة جزاء) · أندريه بيير غينياك 66' | التقرير | مارك يانكو 49' |

## الهدافون
تم تسجيل 81 هدف في 30 مباراة بمعدل 2.7 هدف في المباراة الواحدة.
| المركز | اللاعب              | المنتخب  | الأهداف |
| ------ | ------------------- | -------- | ------- |
| 1      | مارك يانكو          | النمسا   | 6       |
| 2      | ميلان يوفانوفيتش    | صربيا    | 5       |
| 3      | أندريه بيير غينياك  | فرنسا    | 4       |
| 3      | تييري هنري          | فرنسا    | 4       |
| 3      | توماس دانيليفيشيوس  | ليتوانيا | 4       |
| 6      | فرانك ريبري         | فرنسا    | 3       |
| 6      | ماريوس ستانكيفيشيوس | ليتوانيا | 3       |
| 6      | برانسلاف ايفانوفيتش | صربيا    | 3       |
| 6      | نيكولا زيغيتش       | صربيا    | 3       |
| 10     | إروين هوفر          | النمسا   | 2       |
| 10     | نيكولا أنيلكا       | فرنسا    | 2       |
| 10     | كريم بن زيما        | فرنسا    | 2       |
| 10     | مينداوغاس كالوناس   | ليتوانيا | 2       |
| 10     | جورجي بوكور         | رومانيا  | 2       |
| 10     | سيبريان ماريكا      | رومانيا  | 2       |
| 10     | ميلوش كراسيتش       | صربيا    | 2       |
| 10     | نيناد ميلياش        | صربيا    | 2       |

هدف
| النمسا - ريني أوفهاوسر - أندرياس إيفانسكيتز - ستيفان ماييرهوفر - فرانز شيمر - مارتن سترينزل - رومان فالنر جزر فارو - إيغيل أ بو - أرنبيورن هانسين - بوغي لوكين - أندرياس أولسين - سوني أولسين | فرنسا - ويليام غالاس - سيدني غوفو - يوان غوركوف ليتوانيا - ساوليوس ميكوليوناس رومانيا - يوليان أبستول - رازوان كوتسيش - دورين غويان - يونوت مازيلو - فلورنتن بيتري - دوريل ستويكا - كريستيان تاناسي | صربيا - زدرافكو كوزمانوفيتش - إيفان أوبرادوفيتش - ماركو بانتيليتش - نيفين سوبوتيتش - زوران توسيتش Own Goals - يون روي ياكوبسين (لصالح صربيا) - جوليين إسكوديه (لصالح رومانيا) - دوريل ستويكا (لصالح صربيا) |

## الحضور
| المنتخب  | الأعلى | الأقل  | المتوسط |
| -------- | ------ | ------ | ------- |
| النمسا   | 48,000 | 12,300 | 29,100  |
| جزر فارو | 2,974  | 805    | 2,053   |
| فرنسا    | 79,543 | 16,755 | 61,127  |
| ليتوانيا | 8,700  | 2,000  | 5,210   |
| رومانيا  | 15,000 | 7,505  | 12,461  |
| صربيا    | 49,456 | 9,615  | 32,382  |